# Glen Ballard
Glen Ballard (* 1. Mai 1953 in Natchez, Mississippi) ist ein US-amerikanischer Musikproduzent.

## Karriere
Glen Ballard lernte in seiner Kindheit Klavier und entdeckte früh seine Vorliebe für das Komponieren. Nach dem Collegeabschluss ging er mit 22 Jahren nach Los Angeles und begann als Laufbursche von Elton John. Er kam mit seiner Band in Kontakt und machte erste erfolgreiche Kompositionen für Kiki Dee. 1978 bekam er einen Vertrag bei MCA als Songwriter. Schließlich stellte er den Kontakt zu erfolgreichen Produzenten wie Richard Perry und Quincy Jones her, die ihn maßgeblich förderten. Er schrieb und produzierte unter anderem für die Pointer Sisters, George Benson und James Ingram. Seinen Durchbruch hatte er 1984 mit dem Nummer-zwei-Hit All I Need von Jack Wagner, den er mitproduziert und mitkomponiert hat. Das gleichnamige Debütalbum sowie das Nachfolgealbum Lighting Up the Night von Wagner gehörten auch zu seinen ersten kompletten Albumproduktionen. Es folgten zahllose weitere Beteiligungen an erfolgreichen Veröffentlichungen. Das zusammen mit Siedah Garrett geschriebene Man in the Mirror wurde 1988 ein Nummer-eins-Hit für Michael Jackson und ist einer seiner bekanntesten Einzelhits. Siedah Garrett sang 1989 auch zusammen mit Chaka Khan das Lied The Places You Find Love, für das Ballard seinen ersten Grammy (für das Instrumentalarrangement) bekam.
Ab 1990 folgten einige äußerst erfolgreiche Partnerschaften, die den jeweiligen Künstlern den großen Durchbruch brachten. So produzierte er in diesem Jahr für Wilson Phillips das gleichnamige Debütalbum, das sich in den USA über fünf Millionen Mal verkaufte und drei Nummer-eins-Singles hervorbrachte. An zwei Songs davon war er auch als Songwriter beteiligt. Curtis Stigers’ Debütalbum enthielt 1991 den Welthit I Wonder Why. Besonders erfolgreich war die Zusammenarbeit mit Alanis Morissette: Das Album Jagged Little Pill gehört mit mehr als 16 Millionen verkauften Exemplaren allein in den USA und über 30 Millionen weltweit zu den meistverkauften Alben aller Zeiten. Außerdem gewann das Album inklusive zugehörigem Video drei Grammy Awards, zwei weitere bekam das Lied You Oughta Know; an vier der Auszeichnungen war Ballard beteiligt. Außerdem erhielt er eine Nominierung als „Produzent des Jahres“. Das Nachfolgealbum Supposed Former Infatuation Junkie war ebenfalls ein Millionenseller und weltweit in vielen Ländern Nummer eins.
1997 gründete Glen Ballard sein eigenes Label Java und unternahm danach einen ersten Ausflug ins Filmgeschäft als Drehbuchautor und Produzent des Musikfilms Clubland (1999). In den 2000ern arbeitete Ballard dann viel mit etablierten Künstlern zusammen, die auf der Suche nach einem neuen Produzenten waren. So entstand mit No Doubt Return of Saturn mit dem Singlehit Ex-Girlfriend. 2003 holte sich die Sängerin Anastacia für ihr Comeback-Album nach ihrer Krebserkrankung unter anderem Glen Ballard ins Studio und hatte mit dem ihren eigenen Namen tragenden Album Anastacia ihren größten Erfolg in Europa. Der von Ballard mitgeschriebene Song Left Outside Alone erreichte unter anderem in der Schweiz und Österreich Platz eins. Des Weiteren gehörten Annie Lennox, Stevie Nicks und die Dave Matthews Band zu seinen Produktionspartnern. Daneben arbeitete er in Europa auch mit national erfolgreichen Künstlern wie der Niederländerin Anouk oder der Italienerin Elisa zusammen. Glen Ballard gilt auch als Entdecker und Förderer von Katy Perry, der er zum Einstieg in eine internationale Karriere verhalf.
Seinen sechsten Grammy bekam Glen Ballard 2006 für das Lied Believe aus dem Soundtrack zum Film Der Polarexpress, das er zusammen mit Alan Silvestri geschrieben hatte. Es wurde außerdem für den Oscar und den Golden Globe nominiert. Weitere Kompositionen für Filme wie Die Legende von Beowulf und Hannah Montana – Der Film folgten. Später komponierte er schließlich zusammen mit Dave Stewart die Musik für ein komplettes Musical: Ghost – The Musical basiert auf dem Film Ghost – Nachricht von Sam und dem Drehbuch von Bruce Joel Rubin und wurde 2011 im Londoner West End und im Jahr darauf am New Yorker Broadway aufgeführt.
Im Juni 2023 wurde er in die Songwriters Hall of Fame aufgenommen.

## Diskografie

### Albumproduktionen
- All I Need / Jack Wagner (1984)

Single: All I Need, Lady of My Heart (alle auch Autor)
- Lighting Up the Night / Jack Wagner (1985)

Single: Too Young
- Workin' It Back / Teddy Pendergrass (1985)
- Pictures from the Front / Jon Butcher (1989)
- Wilson Phillips / Wilson Phillips (1990)

Singles: Hold On, The Dream Is Still Alive, You’re in Love (alle auch Autor), Impulsive, Release Me
- Curtis Stigers / Curtis Stigers (1991)

Singles: I Wonder Why (auch Autor), You’re All That Matters to Me
- Shadows and Light / Wilson Phillips (1992)

Singles: Flesh and Blood, Give It Up, You Won’t See Me Cry (alle auch Autor)
- Jagged Little Pill / Alanis Morissette (1995)

Singles: All I Really Want, Hand in My Pocket, Head over Feet, Ironic, You Learn, You Oughta Know (alle auch Autor)
- Supposed Former Infatuation Junkie / Alanis Morissette (1998)

Singles: Joining You, Thank U, That I Would Be Good, Unsent (alle auch Autor)
- Return of Saturn / No Doubt (2000)

Singles: Ex-Girlfriend, Simple Kind of Life
- Everyday / Dave Matthews Band (2001)

Singles: I Did It, The Space Between
- Love, Shelby / Shelby Lynne (2001)

Single: Killin' Kind
- Anastacia / Anastacia (2004)

Singles: Left Outside Alone, Pieces of a Dream, Sick and Tired (alle auch Autor)
- Pearl Days / Elisa (2004, Italien)
- Songs of Mass Destruction / Annie Lennox (2007)

Single: Dark Road
- Let Love In / Goo Goo Dolls (2006)
- Slow Motion Addict / Carina Round (2006)
- Testify / P.O.D. (2006)
- Who’s Your Momma / Anouk (2007)

Singles: Good God, I Don’t Wanna Hurt, Modern World
- I Stand / Idina Menzel (2008)
- Christmas in Harmony / Wilson Phillips (2010)
- In Your Dreams / Stevie Nicks (2011)

Beteiligungen
- Break Out / Pointer Sisters (1983)

Song: Dance Electric
- Patti Austin / Patti Austin (1984)

Songs: Shoot the Moon, Change Your Attitude
- Forever Your Girl / Paula Abdul (1988)

Song: State of Attraction
- Dangerous / Michael Jackson (1991)

Song: Keep the Faith
- Trey Lorenz / Trey Lorenz (1992)

Songs: It Only Hurts When It’s Love, Find a Way
- My Cherie / Sheena Easton (1995)

Song: Too Much in Love
- Naked and Sacred / Chynna Phillips

Song: Follow Love Down
- Time Was / Curtis Stigers (1995)

Songs: Keep Me from the Cold, It Never Comes, Time Was, Big One
- Best Of, Volume 1 / Van Halen (1996)

Songs: Can’t Get This Stuff No More, Me Wise Magic
- Nine Lives / Aerosmith (1997)

Songs: Falling in Love Is Hard on the Knees, Taste of India, Pink
- Talk on Corners / The Corrs (1997)

Song: Queen of Hollywood
- Limited Edition / Judith Owen (2000)

Song: Creatures of Habit
- Stories of a Stranger / O.A.R. (2005)

Songs: Love and Memories, Program Director
- Απαγορευμένο / Anna Vissi (2008)

Song: Αν Σ' Ερωτευτώ
- One of the Boys / Katy Perry (2011)

Song: A Cup of Coffee

### Einzelne Lieder
als Songwriter
- Man in the Mirror / Michael Jackson (mit Siedah Garrett, 1987)
- Falling in Love (Is Hard on the Knees) / Aerosmith (1997)
- Boom / Anastacia (2001, auch Produzent)
- Forever May Not Be Long Enough / Live (2001)
- The Voice Within / Christina Aguilera (2002)
- Adrenaline / Gavin Rossdale (2002, auch Produzent)
- Lights Out / Lisa Marie Presley (2003)
- Butterfly, Fly Away / Miley Cyrus & Billy Ray Cyrus (2009, aus Hannah Montana – Der Film)

als Produzent
- Crazy / Alanis Morissette (2005)
- Heavy on My Heart / Anastacia (2005)
- Una poesia anche per te / Elisa (2005, Italien)

## Auszeichnungen
- Grammy Awards
  - 1991: Bestes Instrumentalarrangement mit Gesangsbegleitung (The Places You Find Love von Siedah Garrett & Chaka Khan)
  - 1996: Album des Jahres und Bestes Rockalbum (Jagged Little Pill von Alanis Morissette), Bester Rocksong (You Oughta Know von Alanis Morrissette)
  - 1998: Bestes Musik-Langvideo (Jagged Little Pill Live von Alanis Morissette)
  - 2006: Bester Song geschrieben für Film, Fernsehen oder visuelle Medien (Believe von Josh Groban)

- ASCAP
  - 1997: Songwriter of the Year[7]